# Читтагонг (аеропорт)
Міжнародний аеропорт «Шах Аманат» (ІАТА: CGP, ІКАО: VGEG) (англ. — Shah Amanat International Airport) — аеропорт у Бангладеш, в місті Читтагонг.
Розташований на широті 22°14'59", довготі 91°48'48", висота над рівнем моря — 4 м. Аеропорт названий на честь мусульманського святого.

## Авіакомпанії і міста призначення
- Air Arabia (Шарджа (місто))
- Biman Bangladesh Airlines (Абу-Дабі, Кокс-Базар, Дака, Джидда, Доха, Дубай, Колката, Кувейт, Маскат)
- Best Air (Дака)
- GMG Airlines (Бангкок, Дака, Кокс-БазарКолката, Куала-Лумпур)
- Oman Air (Маскат)
- Thai Airways International (Бангкок)
- United Airways (Дака, Кокс-Базар)
- RAK Airways (Рас-Аль-Хайма)
- Etihad Airways (Абу-Дабі)
- Royal Bengal Airline (Дака)

## Колишні авіакомпанії
- Indian Airlines
- Phuket Airlines
- SilkAir

| Прапор Бангладеш | Це незавершена стаття про Бангладеш. Ви можете допомогти проєкту, виправивши або дописавши її. |